# Estación de Einsiedeln
La estación de Einsiedeln es una estación ferroviaria de la comuna suiza de Einsiedeln, en el Cantón de Schwyz.

## Historia y ubicación
La estación se encuentra ubicada en el norte del núcleo urbano de Einsiedeln. Fue inaugurada en 1877 con la apertura de la línea férrea Wädenswil – Einsiedeln por parte del Wädenswil–Einsiedeln-Bahn, que posteriormente sería absorbido por  Schweizerischen Südostbahn (SÖB). Cuenta tres andenes, de los cuales dos son andenes centrales y otro andén lateral, a los que acceden cinco vías, a las que hay que sumar varias vías muertas para el apartado y estacionamiento de material.
En términos ferroviarios, la estación se sitúa en el final de la línea Wädenswil – Einsiedeln. Su dependencia ferroviaria colateral es la estación de Biberbrugg hacia Wädenswil, donde confluyen la línea Wädenswil – Einsiedeln con la línea Pfäffikon SZ - Arth-Goldau.

## Servicios ferroviarios
Los servicios ferroviarios de esta estación están prestados por SÖB:

### Regional
- R Einsiedeln - Biberbrugg.

### S-Bahn Zúrich
La estación está integrada dentro de la red de trenes de cercanías S-Bahn Zúrich, y en la que finalizan su trayecto los trenes de varias líneas perteneciente a S-Bahn Zúrich:
- S 13 Wädenswil – Samstagern – Einsiedeln
- S 40 Rapperswil – Pfäffikon SZ – Samstagern – Einsiedeln